# 1962-es finn labdarúgó-bajnokság (első osztály)
Az 1962-es finn labdarúgó-bajnokság (Mestaruussarja) a finn labdarúgó-bajnokság legmagasabb osztályának harminckettedik alkalommal megrendezett bajnoki éve volt. A bajnokság 12 csapat részvételével zajlott. A bajnokságot a Haka Valkeakoski csapata nyerte.  

## Bajnokság végeredménye
| #  | Csapat               | M  | Gy | D | V  | RG | KG | Pont |
| -- | -------------------- | -- | -- | - | -- | -- | -- | ---- |
| 1  | Haka Valkeakoski (B) | 22 | 15 | 2 | 5  | 63 | 34 | 32   |
| 2  | Reipas Lahti         | 22 | 9  | 9 | 4  | 47 | 33 | 27   |
| 3  | TaPa Tampere         | 22 | 10 | 6 | 6  | 51 | 38 | 26   |
| 4  | MiPK Mikkeli         | 22 | 9  | 6 | 7  | 43 | 32 | 24   |
| 5  | KuPS Kuopio          | 22 | 7  | 9 | 6  | 35 | 28 | 23   |
| 6  | HPS Helsinki         | 22 | 8  | 7 | 7  | 41 | 42 | 23   |
| 7  | HIFK Helsinki        | 22 | 8  | 6 | 8  | 34 | 37 | 22   |
| 8  | TPS Turku            | 22 | 8  | 5 | 9  | 43 | 36 | 21   |
| 9  | KIF Helsinki         | 22 | 7  | 6 | 9  | 40 | 41 | 20   |
| 10 | VPS Vaasa (K)        | 22 | 7  | 4 | 11 | 23 | 37 | 18   |
| 11 | HJK Helsinki (K)     | 22 | 6  | 4 | 12 | 33 | 57 | 16   |
| 12 | HIK Hanko (K)        | 22 | 3  | 6 | 13 | 46 | 84 | 12   |

## Külső hivatkozások
- Hivatalos honlap (finnül)
- Finnország – Az első osztály tabelláinak listája az RSSSF-en (angolul)